# Komorowo (powiat stargardzki)
Komorowo (niem. Bullenwerder) – osada leśna w Polsce położona w województwie zachodniopomorskim, w powiecie stargardzkim, w gminie Dolice. Miejscowość wchodzi w skład sołectwa Dolice, 2,5 km na południowy wschód od Dolic (siedziby gminy) i 22 km na południowy wschód od Stargardu (siedziby powiatu).
W latach 1975–1998 miejscowość położona była w województwie szczecińskim.